# Opius caracasensis
Opius caracasensis är en stekelart som beskrevs av Fischer 2005. Opius caracasensis ingår i släktet Opius och familjen bracksteklar. Inga underarter finns listade i Catalogue of Life.